# 杨绍曾
杨绍曾（1912年—2001年1月27日），男，山西介休人，中华人民共和国政治人物，曾任中华人民共和国第五机械工业部副部长。